# Ases Falsos
Ases Falsos es una banda chilena de rock alternativo formada por Cristóbal Briceño, Simón Sánchez, Martin del Real, Francisco Rojas y Daniel de la Fuente.
Entre 2005 y 2011 fueron conocidos bajo el nombre de Fother Muckers. A partir del abril de 2011 comenzaron una nueva etapa como Ases Falsos, la que el guitarrista Héctor Muñoz abandonaría en marzo del 2012. El mismo Cristóbal Briceño explicaría en una presentación que "terminamos de contar un cuento, que fue Fother Muckers, y ahora nos disponemos a contar otro".
En 2023 anunciaron un receso indefinido luego de su gira nacional.

## Historia

### Inicios (2011-2012)
En abril de 2011, la banda Fother Muckers decide empezar una nueva etapa musical, llamándose "Ases Falsos", una nueva banda conformada por los mismos integrantes de los Fother Muckers, madurando en el estilo musical pero manteniendo el toque que caracterizaba a la anterior agrupación. El nombre proviene de la canción n°10 del disco Justo y Necesario de los Fother Muckers titulada "Los Ases Falsos". 
Cristóbal Briceño aclara lo siguiente: 

«Son dos razones, una razón que lleva a la otra. Había una canción de los Fother Muckers del 2008 que hablaba sobre una banda que se llamaba los Ases Falsos. Es una historia dentro de una historia, una caja dentro de una caja, un sueño dentro de un sueño. Esa banda se llamaba Ases Falsos porque en la Patagonia, de donde viene mi familia, hay un juego de cartas, del naipe español que se llama truco, es un juego buenísimo, al nivel del ajedrez en cuanto a que se puede extrapolar su simbolismo a la vida real. Se trata mucho de mentir, como la vida. En este juego hay unas cartas que tienen un valor mediocre y son los Ases Falsos, las mejores cartas son los Ases (espadas y basto), el de oro y copa son los que no sirven.»
Cristóbal Briceño

Luego de un par de meses como Ases Falsos, en marzo de 2012, el guitarrista Héctor Muñoz es desvinculado de la nueva banda debido a diferencias musicales, según lo expresó Cristóbal Briceño en agosto de 2012. La banda comenzaría una etapa dedicada netamente a la composición musical y a las presentaciones en vivo, en las cuales iban estrenando nuevas canciones de a poco, conjunto a que su vocalista también realizaba pequeñas presentaciones en las cuales también revelaba nuevas canciones.

### Juventud Americana(2012)
En mayo de 2012, se revela el título del disco -Juventud Americana- y un par de canciones ya grabadas para el disco las cuales comienzan a sonar en diferentes radios. En agosto, se revelan la fecha de lanzamiento, la cual sería el 3 de septiembre, editado bajo el nuevo sello Arca Discos, la lista de canciones, las cuales incluyen 15 nuevas canciones (5 ya habían sido reveladas en mayo), la portada del disco en la cual aparece el cantante Juan Gabriel con los ojos iluminados y fuertes toques de rojo y se estrena el primer sencillo titulado "Venir es fácil", tema dedicado -según Cristóbal Briceño- al jugador de fútbol congoleño de pasos en Universidad de Concepción y Deportes Copiapó, Occupé Bayenga, este disco fue aclamado nacionalmente siendo considerado a finales de 2019 como el mejor disco de la década en Chile según el diario La Tercera.
El 29 de agosto de 2012, en el lanzamiento de Arca Discos, debutan como guitarrista principal y tecladista el entonces baterista Martín del Real, puesto en el que ya se había desenvuelto en su disuelta banda paralela a Fother Muckers, Teleradio Donoso y que había quedado vacante debido a la salida de Héctor Muñoz y que había sido reemplazado en las presentaciones en vivo por Leo Saavedra (vocalista de Primavera de Praga) y Francisco Rojas. Y como nuevo baterista debuta Boris Ramírez (baterista de Primavera de Praga y de Julián Peña). Un mes más tarde, en el lanzamiento oficial en vivo del Juventud Americana en el Centro de Eventos Cerro Bellavista (Ex-Oz), debuta como tecladista oficial y tercera guitarra, el mismo Francisco Rojas, relegando a Del Real sólo como primera guitarra.
El 9 de febrero del 2013 en un concierto en el Centro Cultural Matucana 100 en una de las fechas del MFEST donde también actuó Pedropiedra tocan por primera vez una de las canciones de su próximo disco, esta canción se titula: Búscate Un Lugar Para Ensayar. Este mismo sencillo luego es sacado a YouTube en una versión unplugged donde aparece solo el cantante, Cristóbal Briceño, tocando guitarra acústica. 
El 27 de diciembre del mismo año, se presentan en el cine Normandie despidiendo el 2013, tocando Los ases falsos como intro, todo el Juventud Americana y 5 temas de su nuevo disco (La Gran Curva, Nada, Búscate Un Lugar Para Ensayar, Plácidamente y Simetría), los cuales ya se habían dado a conocer a través de Youtube en versión Unplugged, además anuncian que durante los primeros meses del 2014 saldrá a la venta el LP Conducción bajo el sello Quemasucabeza.

### Conducción(2014)
El 1 de julio de 2014, publican a libre descarga su disco "Conducción" a través de la página de su sello Quemasucabeza por solo 24 horas, generando miles de descargas de manera inmediata, llegando incluso a colapsar el sitio web y quemar transistores y ampolletas del estudio. El 4 de agosto lanzan oficialmente el disco Conducción con un show en el Teatro La Cúpula del Parque O'Higgins con un lleno total. En marzo de 2015 tocaron en el Vivo Latino de México con una alabada presentación por parte del público mexicano.

### El Hombre Puede(2016)
En 2016, la banda anuncia su tercera placa de estudio. El disco, titulado El Hombre Puede, fue lanzado el 28 de octubre de 2016 a través de distintas plataformas de streaming y con "Gehena" de primer sencillo estrenado semanas antes del lanzamiento.

### ChocaditoyTacto(2020)
En el año 2020, anuncian dos discos con dirección artísticas de diferentes miembros, el primero es Chocadito, producido por Francisco Rojas, y el segundo disco es Tacto, producido por Martín del Real y Cristóbal Briceño. El disco tacto tiene relación con el Estallido Social de Chile de 2019, este mismo cuenta con diferentes referencias al comportamiento humano, además cuentan con la colaboración de Constanza Lewin de Supernova (banda). Por otro lado, el disco Chocadito está pensado para mostrar nostalgia, introspección y el punto de vista de la banda. 

### Lanzamiento de la películaBremen(2024)
También, en 2023 la banda anuncia el estreno de su anticipada película Bremen, la cual ya había sido anunciada unos años atrás. La película es una adaptación libre del cuento de los hermanos Grimm "Los músicos de Bremen". La película fue preestrenada el sábado 9 de diciembre de 2023 en el cine Insomnia y estrenada en el Festival de Cine Nacional de Ñuble en enero de 2024. La película meses después fue seleccionada para ser presentada en el Festival Internacional de Cine de Bremen, Alemania.

### Receso indefinido (2024)
Ases Falsos anunció un descanso indefinido después de 12 años de actividad, seis discos de estudio y giras por toda Latinoamérica. La banda se despidió de sus fanáticos con una gira por Chile en enero de 2024, que incluyó funciones exclusivas de Bremen y dos funciones fuera de Chile, específicamente en Lima y en México donde visitaron varias ciudades incluidas Pachuca, Toluca, Ciudad de México, Puebla, etc.
Durante el mes de junio, subieron a sus plataformas el último sencillo con videos de su gira por México llamado "Fresco y Desubicado".

## Miembros
Miembros actuales
- Cristóbal Briceño — Líder, vocalista, compositor y guitarra rítmica (2011-actualidad)
- Simón Sánchez — Bajista (2011-actualidad)
- Martín del Real — Guitarra principal (2012-actualidad) - Baterista (2011 - 2012)
- Francisco Rojas — Teclista y guitarrista (2012 - actualidad)
- Daniel de la Fuente - Baterista (2015 - actualidad)
- Sergio Sanhueza - Percusiones (2017 - actualidad)
- Hermes Villalobos - Flauta, Guitarra y Percusiones (2018 - actualidad)

| Miembros anteriores - Héctor Muñoz — Guitarra principal (2011) - Boris Ramírez — Baterista (2012) - Leo Saavedra — Guitarra principal (2012) - Juan Pablo Garín — Baterista (2012-2015) | Formaciones previas \| Como «Fother Muckers» 2005-2011 \| - Cristóbal Briceño – vocalista - Héctor Muñoz – guitarrista - Simón Sánchez – bajista - Martín del Real – baterista \| |
| Como «Fother Muckers» 2005-2011 | - Cristóbal Briceño – vocalista - Héctor Muñoz – guitarrista - Simón Sánchez – bajista - Martín del Real – baterista                                                              |

## Discografía

### Álbumes de estudio
- 2012: Juventud Americana
- 2014: Conducción
- 2016: El Hombre Puede
- 2018: Mala Fama
- 2020: Tacto
- 2020: Chocadito

### Álbumes recopilatorios
- 2017: Lo mejor de Ases Falsos, Volumen 1

### Álbumes en vivo
- 2020 Ases Falsos En El Coliseo

### Sencillos
| Año  | Canción                          | Máxima posición     | Álbum                                   |
| Año  | Canción                          | CHL[cita requerida] | Álbum                                   |
| ---- | -------------------------------- | ------------------- | --------------------------------------- |
| 2012 | «Venir es fácil»                 | —                   | Juventud Americana                      |
| 2013 | «Pacífico»                       | —                   | Juventud Americana                      |
| 2013 | «Séptimo cielo»                  | —                   | Juventud Americana                      |
| 2014 | «Simetría»                       | —                   | Conducción                              |
| 2014 | «La gran curva»                  | —                   | Conducción                              |
| 2014 | «Tora Bora»                      | —                   | Conducción                              |
| 2015 | «Cae la cortina»                 | 66                  | Conducción                              |
| 2016 | «Gehena»                         | —                   | El Hombre Puede                         |
| 2016 | «Subyugado»                      | —                   | El Hombre Puede                         |
| 2018 | «Mala Fama»                      | —                   | Mala Fama                               |
| 2018 | «Así es como termina»            | —                   | Mala Fama                               |
| 2019 | «Eres una bomba»                 | —                   | Tacto                                   |
| 2019 | «Puedes siempre contar con ello» | —                   | Chocadito                               |
| 2020 | «Todo chocado»                   | —                   | Chocadito                               |
| 2020 | «Cómo quieres que no me enoje»   | —                   | Tacto                                   |
| 2020 | «Nadie nunca nos extraña»        | —                   | Tacto                                   |
| 2020 | «Camina»                         | —                   | Chocadito                               |
| 2021 | «Vivir es bailar»                | —                   | Chocadito                               |
| 2021 | «Otro invierno en el infierno»   | —                   | Chocadito                               |
| 2023 | «El Hijo»                        | —                   | Juventud Americana: Edición Desmesurada |
| 2023 | «De Vuelta en estas Viñas»       | —                   | Juventud Americana: Edición Desmesurada |
| 2023 | «Información Sentimental»        | —                   | Juventud Americana: Edición Desmesurada |

### Videografía
| Año  | Título                              | Director                              | Álbum              |
| ---- | ----------------------------------- | ------------------------------------- | ------------------ |
| 2012 | «Venir es fácil»                    | Roberto Cisternas / NJ López          | Juventud Americana |
| 2013 | «Pacífico»                          | Roberto Cisternas / Ases Falsos       | Juventud Americana |
| 2013 | «Información sentimental»           | Roberto Cisternas                     | Inédito            |
| 2013 | «Séptimo cielo»                     | Ases Falsos / Roberto Cisternas       | Juventud Americana |
| 2014 | «Simetría»                          | Roberto Cisternas / Ases Falsos       | Conducción         |
| 2014 | «La gran curva»                     | Roberto Cisternas / Ases Falsos       | Conducción         |
| 2015 | «Cae la cortina»                    | Roberto Cisternas y NJ López          | Conducción         |
| 2016 | «Gehena»                            | Ases Falsos                           | El Hombre Puede    |
| 2017 | «Subyugado»                         | Ases Falsos                           | El Hombre Puede    |
| 2017 | «Más se fortalece»                  | Ases Falsos                           | El Hombre Puede    |
| 2018 | «Mala Fama»                         | Diego Soto                            | Mala Fama          |
| 2019 | «Así Es Cómo Termina»               | Paulina Giustinianovich               | Mala Fama          |
| 2019 | «Nace un contragolpe»               | María José Tapia                      | Mala Fama          |
| 2020 | «Nadie Nunca Nos Extraña»           | Ramón Vásquez Lemus                   | Tacto              |
| 2020 | «Eres una bomba»                    | Fredy Soto                            | Tacto              |
| 2020 | «Todo Chocado»                      | Fredy Soto Villar / Cristóbal Briceño | Chocadito          |
| 2020 | «Los Demás»                         | Fredy Soto Villar                     | Chocadito          |
| 2021 | «Mi Vibra Negra»                    | Fredy Soto Villar / Cristóbal Briceño | Chocadito          |
| 2021 | «Y los pájaros comeran de tu carne» | Persona Sola                          | Chocadito          |
| 2021 | «Vivir es Bailar»                   | Federico Toscano / Malena Guerrero    | Chocadito          |
| 2021 | «Noche Falsa»                       | Fredy Soto Villar / Cristóbal Briceño | Tacto              |
| 2021 | «Otro invierno en el infierno»      | Fredy Soto Villar                     | Tacto              |
| 2021 | «Todo Pa Qué»                       | Fredy Soto Villar / Cristobál Briceño | Tacto              |